# Veikko Salminen
Veikko Salminen, född den 12 augusti 1945 i Helsingfors, Finland, är en finländsk idrottare inom modern femkamp och fäktning.
Han tog OS-brons i lagtävlingen i samband med de olympiska tävlingarna i modern femkamp 1972 i München.